# Раймунд Тізлер
Раймунд Тізлер (Raimund Tiesler; 7 березня 1919, Растенбург — 22 лютого 2000, Гердекке) — німецький офіцер-підводник, капітан-лейтенант крігсмаріне.

## Біографія
В 1937 році вступив на флот. З 19 листопада 1942 року — командир підводного човна U-649. 24 лютого 1943 року човен потонув у Балтійському морі північніше міста Леба (55°15′ пн. ш. 17°15′ сх. д.) після зіткнення з U-232. 35 членів екіпажу загинули, 11 були врятовані. З 5 травня 1943 року — командир U-976, на якому здійснив 2 походи (разом 72 дні в морі). 25 березня 1944 року човен був потоплений у Біскайській затоці південно-західніше Сен-Назера (46°50′ пн. ш. 02°41′ зх. д.) гарматним вогнем двох британських винищувачів Москіто. 4 члени екіпажу загинули, 49 були врятовані. З 1 серпня по 25 жовтня 1944 року — командир U-2503.

## Звання
- Морський кадет (28 червня 1938)
- Лейтенант-цур-зее (1 травня 1940)
- Оберлейтенант-цур-зее (1 квітня 1942)
- Капітан-лейтенант (1 січня 1945)

## Нагороди
- Залізний хрест 2-го і 1-го класу
- Нагрудний знак підводника